# Jamie Ritchie

a Compétitions nationales et continentales officielles uniquement.

b Matchs officiels uniquement.
Dernière mise à jour le 25 novembre 2024.
Jamie Ritchie, né le 16 août 1996 à Dundee (Écosse), est un joueur international écossais de rugby à XV jouant au poste de troisième ligne aile à Édimbourg Rugby en United Rugby Championship.
Il est le capitaine de l'équipe d'Écosse depuis octobre 2022.

## Biographie

### Carrière en club
Jamie Ritchie joue son premier match avec Édimbourg Rugby le 31 octobre 2014 face au Leinster en Pro12 à seulement 18 ans.
En janvier 2021, il prolonge à Édimbourg et signe le plus long contrat de l'histoire du club.
Durant l'année 2025, il s'engage avec l'USA Perpignan pour deux ans.

### Carrière internationale
Ritchie a représenté les équipes d'Écosse des moins de 16 ans, des moins de 18 ans et des moins de 20 ans.
Il obtient sa première cape internationale le 9 juin 2018 à l’occasion d’un match contre l'équipe du Canada à Edmonton (Canada).
Il est sélectionné pour participer à Coupe du Monde 2019 au Japon, mais se blesse au visage lors du dernier match de préparation face à la Géorgie. Il rate le premier match, mais participe malgré tout à deux matchs du premier tour.
Lors du Tournoi des Six Nations 2020, il est élu homme du match face à la France après avoir été frappé par Mohamed Haouas, expulsé pour jeu dangereux à la trente-septième minute. Pendant le même tournoi, il est de nouveau élu homme du match contre le Pays de Galles, dans un match qui voit la première victoire écossaise sur le sol gallois depuis 2002.
Ritchie est nommé capitaine de l'Écosse pour les test matchs de fin d'année 2022.
Le 16 août 2023, il fait partie de la liste définitive des 33 joueurs convoqués par Gregor Townsend pour disputer la Coupe du monde 2023.
Au mois de janvier 2024, il est sélectionné pour le Tournoi des Six Nations.

## Statistiques

### Statistiques en club
| Saison          | Club            | Compétition               | Matchs | Points | Essais |
| --------------- | --------------- | ------------------------- | ------ | ------ | ------ |
| 2014-2015       | Édimbourg Rugby | Pro12                     | 1      | -      | -      |
| 2015-2016       | Édimbourg Rugby | Pro12                     | 10     | -      | -      |
| 2015-2016       | Édimbourg Rugby | Challenge européen        | 4      | -      | -      |
| 2016-2017       | Édimbourg Rugby | Pro12                     | 13     | -      | -      |
| 2016-2017       | Édimbourg Rugby | Challenge européen        | 1      | -      | -      |
| 2017-2018       | Édimbourg Rugby | Pro12                     | 13     | -      | -      |
| 2017-2018       | Édimbourg Rugby | Challenge européen        | 5      | 10     | 2      |
| 2018-2019       | Édimbourg Rugby | Pro14                     | 8      | 5      | 1      |
| 2018-2019       | Édimbourg Rugby | Coupe d'Europe            | 6      | -      | -      |
| 2019-2020       | Édimbourg Rugby | Pro14                     | 4      | -      | -      |
| 2019-2020       | Édimbourg Rugby | Challenge européen        | 4      | -      | -      |
| 2020-2021       | Édimbourg Rugby | Pro14 Rainbow Cup         | 3      | 5      | 1      |
| 2020-2021       | Édimbourg Rugby | Pro14                     | 2      | -      | -      |
| 2020-2021       | Édimbourg Rugby | Coupe d'Europe            | 2      | -      | -      |
| 2021-2022       | Édimbourg Rugby | United Rugby Championship | 6      | -      | -      |
| 2021-2022       | Édimbourg Rugby | Challenge européen        | 2      | 5      | 1      |
| 2022-2023       | Édimbourg Rugby | United Rugby Championship | 8      | 10     | 2      |
| 2022-2023       | Édimbourg Rugby | Champions Cup             | 5      | -      | -      |
| Édimbourg Rugby | Édimbourg Rugby | Édimbourg Rugby           | 97     | 35     | 7      |

### Statistiques en équipe nationale
- 59 sélections (53 fois titulaire, 6 fois remplaçant)
- 5 points (1 essai)
- Sélections par année : 6 en 2018, 8 en 2019, 9 en 2020, 8 en 2021, 5 en 2022, 5 en 2023
- Tournoi des Six Nations disputé : 2019, 2020, 2021, 2022, 2023

En Coupe du monde :
- 2019 : 2 sélections (Samoa, Japon)
- 2023 : à venir

## Palmarès
- Membre de l'équipe type du United Rugby Championship en 2024.
- Turnover King du United Rugby Championship en 2024 (22 turnovers).